# Matrículas automovilísticas de Ecuador

Características de las placas.

Las matrículas automovilísticas de Ecuador están compuestas de los siguientes documentos:
1. Un documento que indica las características del vehículo y los datos del propietario. Debe ser renovado la especie cada 5 años.
2. Dos placas metálicas, que deben ser ubicadas en la parte delantera y trasera del vehículo. Deben ser inspeccionadas cada año y cambiada.

## Placas de autos para matrículas
Las placas tienen 154 mm de alto y 404 mm de ancho y deben ser reflectivas con el fin de mejorar su visibilidad. Están formadas por tres letras y tres (formato antiguo) o cuatro (formato nuevo) dígitos, partiendo desde 000 al 9999, en formatos de ABC-123 (formato antiguo) y ABC-1234 (formato nuevo), con el nombre del país en mayúsculas en la parte superior.
Dependiendo del tipo de vehículo, las matrículas tiene colores diferentes. Desde junio de 2012, con la modificación del reglamento de tránsito, se modificó el la forma de las matrículas. Para los vehículos no particulares, las nuevas matrículas conservan el mismo color diferenciador pero ya no es aplicado en la totalidad de la matrícula, sino solo en el borde superior, siendo el resto de la matrícula de color blanco. Este cambio se realizó de manera que se mejore la visibilidad de las matrículas, en particular ante las cámaras y radares. Desde 2012, se espera que en un plazo de 5 años todas las matrículas sean remplazadas por las nuevas, sin embargo, las antiguas matrículas seguirán siendo válidas.
| Azuay      | A | Galápagos       | W | Orellana                       | Q |
| Bolívar    | B | Guayas          | G | Pastaza                        | S |
| Cañar      | U | Imbabura        | I | Pichincha                      | P |
| Carchi     | C | Loja            | L | Santa Elena                    | Y |
| Chimborazo | H | Los Ríos        | R | Santo Domingo de los Tsáchilas | J |
| Cotopaxi   | X | Manabí          | M | Sucumbíos                      | K |
| El Oro     | O | Morona Santiago | V | Tungurahua                     | T |
| Esmeraldas | E | Napo            | N | Zamora Chinchipe               | Z |

## Tipos de matrícula
El color de fondo de las matrículas varía de acuerdo a la segunda letra e identifica el tipo de servicio del vehículo:
| Tipo                                                                                               | Segunda letra                   | Color           | Ejemplo  | Imagen |
| -------------------------------------------------------------------------------------------------- | ------------------------------- | --------------- | -------- | ------ |
| Vehículos comerciales (como taxis o autobuses)                                                     | A, U, Z                         | Naranja         | AAB-0123 |        |
| Vehículos gubernamentales                                                                          | E                               | Oro             | PEB-0001 |        |
| Vehículos de uso oficial                                                                           | X                               | Oro             | GXA-0100 |        |
| Vehículos de los Gobiernos Autónomos Descentralizados (Regiones, Provincias, Cantones, Parroquias) | M                               | Verde limón     | LMA-0010 |        |
| Vehículo particular (privado)                                                                      | Cualquiera menos las anteriores | Blanco-plateado | EBA-0234 |        |

También existen otras matrículas especiales para vehículos de organismos internacionales o que estén temporalmente en el país, y se distinguen por usar solo dos letras, ordenándose de la siguiente manera:
| Tipo                              | Letras                                                                                            | Color | Ejemplo | Imagen |
| --------------------------------- | ------------------------------------------------------------------------------------------------- | ----- | ------- | ------ |
| Vehículos de servicio diplomático | CC (Cuerpo Consular) CD (Cuerpo Diplomático) OI (Organismo Internacional) AT (Asistencia Técnica) | Azul  | CC-0012 |        |
| Vehículos de internación temporal | IT                                                                                                | Rojo  | IT-0654 |        |

Los vehículos de las Fuerzas Armadas del Ecuador usan placas que inician con la letra «F», siendo usada normalmente acompañada de la letra «T» (para la Fuerza Terrestre), «N» (Fuerza Naval), «AE» (Fuerza Aérea) y normalmente son del mismo color que las del gobierno.
Anteriormente los vehículos de la Policía Nacional del Ecuador utilizaban matrículas cuya segunda letra era la «W» y eran del mismo color que la de los vehículos particulares (blanco-plateado), sin embargo los nuevos vehículos están siendo entregados con matrículas gubernamentales.

## Placas obsoletas
Las matrículas ecuatorianas de un solo color de estilo antiguo están en proceso de reemplazo, pero es posible que aún se vean algunas en los vehículos.
| Imagen | Tipo                                                                                               | Segunda carta                                          | Color        | Formato  |
| ------ | -------------------------------------------------------------------------------------------------- | ------------------------------------------------------ | ------------ | -------- |
|        | Vehículo privado                                                                                   | Cualquiera excepto los que se muestran a continuación. | Blanca-plata | EBA-0234 |
|        | Vehículos policiales                                                                               | W                                                      | Blanca-plata | AWB-0123 |
|        | Vehículos comerciales (como taxis o autobuses)                                                     | A, U, Z                                                | Naranja      | AAB-0123 |
|        | Vehículos gubernamentales                                                                          | E                                                      | Oro          | PEB-0001 |
|        | Vehículos de uso oficial                                                                           | X                                                      | Oro          | GXA-0100 |
|        | Vehículos de los gobiernos autónomos descentralizados (regiones, provincias, cantones, parroquias) | M, S                                                   | Verde lima   | LMA-0010 |

Las siguientes placas, que están en un formato diferente, también están siendo reemplazadas.
| Imagen | Tipo                              | Letras | Color | Ejemplo |
| ------ | --------------------------------- | --- | ----- | ------- |
|        | Vehículos de servicio diplomático | CC (Cuerpo Consular) CD (Cuerpo Diplomático) OI (Organización Internacional) AT (Personal Administrativo y Técnico) | Azul  | CC-0012 |
|        | Internación Temporal              | IT | Rojo  | IT-0654 |